# قصه شهرزاد
قصهٔ شهرزاد فیلمی مستند به کارگردانی شاهین پرهام و محصول سال ۲۰۱۵ میلادی است.

## موضوع فیلم
این فیلم، داستان زندگی کبری سعیدی هنرپیشه فیلم‌های قبل از انقلاب معروف به «شهرزاد» را روایت می‌کند.